# Shamen (köpinghuvudort i Kina, Zhejiang Sheng, lat 28,24, long 121,38)
Shamen (kinesiska: 沙门, 沙门镇) är en köpinghuvudort i Kina. Den ligger i provinsen Zhejiang, i den östra delen av landet, omkring 250 kilometer sydost om provinshuvudstaden Hangzhou. Antalet invånare är 25 958. Befolkningen består av 12 286 kvinnor och 13 672 män. Barn under 15 år utgör 13,0 %, vuxna 15-64 år 76 %, och äldre över 65 år 10,0 %.
Närmaste större samhälle är Zhugang, 18,7 km sydväst om Shamen. 
Genomsnittlig årsnederbörd är 2 023 millimeter. Den regnigaste månaden är juni, med i genomsnitt 334 mm nederbörd, och den torraste är januari, med 74 mm nederbörd.